# Gustavo Gómez Portillo
Gustavo Raúl Gómez Portillo (San Juan Bautista, 6 de mayo de 1993) es un futbolista paraguayo que juega en la demarcación de defensa central y actualmente milita en el club Palmeiras, del Campeonato Brasileño de Serie A. Es internacional absoluto con la selección de fútbol de Paraguay desde 2013, de la cual es capitán.

## Trayectoria

### Inicios

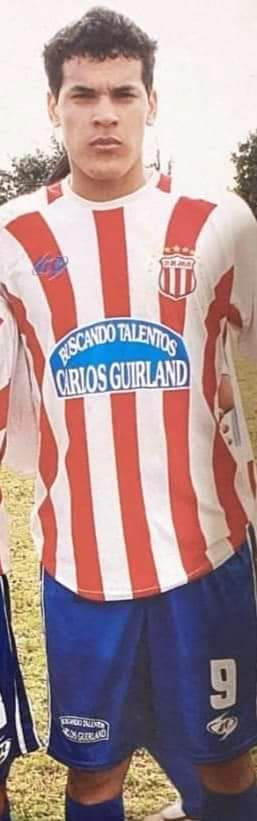
Gómez con el Deportivo 31 de Julio San Ignacio Guazú, 2008.

A los 15 años de edad, fichó por el Deportivo 31 de Julio de la Liga Ignaciana de Deportes y debutó en el primer equipo bajo la dirección técnica del exfutbolista Carlos Guirland. Jugó dos temporadas y, en 2009, se consagró campeón nacional con el club. Permaneció en el equipo ignaciano hasta el 2010.

### Club Libertad
En 2011, Gustavo Gómez fue transferido al Club Libertad, y unos meses después, realizó su debut en el equipo. Durante el año 2012, adquirió una mayor participación en el primer equipo. Su consolidación como titular se produjo en el segundo semestre de 2013, gracias a sus destacadas actuaciones tanto en el torneo local como en la Copa Sudamericana 2013. En este torneo internacional, el equipo llegó a las semifinales, y Gómez dejó su huella al marcar dos goles, uno contra el Sport Recife y otro frente al campeón de esa edición, el equipo argentino Lanús.
En el año 2014, ya considerado una pieza fundamental en el equipo gumarelo, Gustavo Gómez contribuyó de manera significativa a la conquista del Torneo Apertura 2014, logrando anotar 3 goles en el transcurso de la competencia.

### Club Atlético Lanús
En el segundo semestre del 2014, es transferido al club Lanús, donde consigue afianzarse como uno de los pilares de la defensa, destacándose nuevamente y convirtiéndose en pieza clave para la obtención del título del Torneo de Primera División de 2016, con Lanús.

### A. C. Milan
El 5 de agosto de 2016, Gustavo Gómez firmó un contrato con el A. C. Milan de la Serie A de Italia, con vigencia hasta junio de 2021.  Con este fichaje, se convirtió en el primer futbolista paraguayo en integrar las filas del histórico club italiano, marcando un hito en el fútbol de Paraguay. Previo a su traspaso, Boca Juniors había mostrado interés en contratarlo, pero el presidente de Lanús, Nicolás Russo, rechazó la oferta debido a desacuerdos previos entre ambas instituciones. La transferencia al Milan se concretó por una suma cercana a los 8 millones de euros, convirtiendo a Gómez en el defensor paraguayo más caro de la historia.
Gómez jugó su primer partido con el A. C. Milan de la mano del entonces entrenador Vincenzo Montella en un encuentro amistoso ante el SC Friburgo de Alemania y que tuvo lugar en el Schwarzwald-Stadion el 14 de agosto de 2016. Ingresó al minuto 71’ del segundo tiempo en su posición habitual en reemplazo de Mattia De Sciglio. El partido concluyó 2-0 a favor del equipo italiano.
Debutó oficialmente el 27 de agosto de 2016 con el A. C. Milan en la Serie A, jugando los 90 minutos como titular en la derrota 4-2 contra el SSC Napoli en el estadio San Paolo. El partido fue intenso, con remontadas y expulsiones, destacando el doblete de José Callejón para el equipo local. Fue la primera caída del Milan tras su victoria inicial contra el Torino Calcio.
El 23 de diciembre de 2016, formó parte del plantel que conquistó la Supercopa de Italia, en un encuentro disputado en Doha, Catar. El partido finalizó 1-1 tras el tiempo reglamentario y el alargue, definiéndose en una tanda de penales que culminó 4-3 a favor del equipo rossonero. Aunque estuvo convocado para el encuentro, Gómez no tuvo participación activa en el desarrollo del juego.
Entre julio y agosto de 2017, se rumoreó que los clubes turcos Fenerbahçe y Beşiktaş mostraron interés en adquirir a Gustavo Gómez en calidad de préstamo, debido a su limitada participación en el A. C. Milan. Sin embargo, su representante, Augusto Paraja, desmintió los rumores y confirmó que Gómez permanecería en el equipo italiano.
Gómez debutó en la Liga Europa de la UEFA el 23 de noviembre de 2017, durante la victoria del A. C. Milan por 5-1 frente al Austria Viena, en un partido correspondiente al Grupo D de la fase de grupos. Ingresó al minuto 10' como sustituto de Leonardo Bonucci, quien se retiró debido a una lesión. De los 10 partidos disputados por el Milan en esa temporada del torneo, Gómez solo participó en ese encuentro y no fue convocado como suplente en los demás. Su equipo avanzó hasta los octavos de final.
A principios de julio de 2018, el Milan le informó que no sería considerado para futuros planes. Durante sus dos años en el club (de 2016 a 2018), Gómez acumuló un total de 1180 minutos en 20 partidos disputados en todas las competiciones.

### S. E. Palmeiras
El 31 de julio de 2018, a la edad de 25 años (aunque ya tenía vínculos con el club brasileño a principios de ese año), Gustavo Gómez se unió al S. E. Palmeiras. Su incorporación al club fue bajo la dirección de Luis Felipe Scolari, quien era el entrenador del Verdão en ese momento. Inicialmente, el acuerdo se estableció por una temporada.
El 25 de noviembre del mismo año, contribuyó a la conquista del título del Campeonato Brasileño de Serie A, siendo un elemento clave en el éxito del equipo.
En 2020, Gómez fue reconocido por los aficionados del club, quienes lo eligieron como el mejor jugador de Palmeiras del año, obteniendo el 85 % de los votos en una encuesta realizada por Gazeta Esportiva, superando a otros jugadores como Gabriel Menino y Luiz Adriano.
El 31 de enero de 2021, Gustavo Gómez se coronó campeón de la Copa Libertadores 2020 con el equipo del Palmeiras. Este título marcó un hito, ya que se convirtió en el primer paraguayo en ganar la Copa Libertadores como capitán de un equipo extranjero.
El 1 de marzo de 2021, Gómez anotó un gol crucial en el juego de ida de la final de la Copa de Brasil, en el que su equipo derrotó 1-0 a Grêmio. El 7 de marzo de ese mismo año, el Palmeiras se consagró campeón de la Copa de Brasil 2020, con Gustavo Gómez como capitán y figura destacada del equipo brasileño, al vencer a Grêmio por 2-0.
El 19 de mayo de 2022, luego del partido disputado contra Emelec en la Copa Libertadores 2022, en el que el Palmeiras triunfó por 1-0, Gustavo Gómez alcanzó su partido número 184 con el club, ingresando así al selecto grupo de los 100 jugadores con más partidos disputados en la historia de Palmeiras.
El 15 de mayo de 2024, Palmeiras venció a Independiente del Valle con un marcador de 2-1, asegurando su lugar en los octavos de final de la Copa Libertadores. Durante el partido, Gómez anotó el gol decisivo, alcanzando un total de 36 goles con el club y estableciendo un récord como el defensor con más goles en la historia de Palmeiras, junto a Luís Pereira.

## Características del jugador
Gómez es un futbolista diestro, sólido, que se desempeña como defensa central, tanto por derecha como por izquierda. Con una altura de 1,85 m (6′ 1″) y un buen físico, no demasiado lento en sus movimientos a pesar del tamaño. Entre sus cualidades se incluyen su liderazgo en el campo y su habilidad para rematar de cabeza, tanto en situaciones defensivas como ofensivas, siendo el defensor más goleador de la historia de Palmeiras, con numerosos goles de cabeza.

## Selección nacional

### Sub-17
En su etapa con el Club Deportivo 31 de Julio de San Ignacio Guazú, fue convocado por primera vez a la selección sub-17 de Paraguay junto con su compañero de equipo, Ángel Cardozo Lucena.

### Absoluta
Con la selección absoluta, ha sido internacional desde el año 2013. Lleva marcados dos goles en total, uno oficial y otro en un amistoso.

#### Participación Sudamericanos
| Campeonato                  | Sede      | Resultado    | Partidos | Goles |
| --------------------------- | --------- | ------------ | -------- | ----- |
| Sudamericano Sub-20 de 2011 | Perú      | Primera fase | 4        | 0     |
| Sudamericano Sub-20 de 2013 | Argentina | Subcampeón   | 8        | 1     |

#### Participaciones en Copas del Mundo
| Mundial                     | Sede    | Resultado        | Partidos | Goles |
| --------------------------- | ------- | ---------------- | -------- | ----- |
| Copa Mundial Sub-20 de 2013 | Turquía | Octavos de final | 3        | 0     |

#### Participaciones en eliminatorias para el Mundial
| Eliminatoria                     | Resultado   | Partidos | Goles |
| -------------------------------- | ----------- | -------- | ----- |
| Eliminatorias Sudamericanas 2014 | 9.º lugar   | 3        | 1     |
| Eliminatorias Sudamericanas 2018 | 7.º lugar   | 11       | 0     |
| Eliminatorias Sudamericanas 2022 | 8.º lugar   | 14       | 0     |
| Eliminatorias Sudamericanas 2026 | Por definir | 4        | 0     |

#### Participaciones en Copa América
| Copa                    | Sede           | Resultado        | Partidos | Goles |
| ----------------------- | -------------- | ---------------- | -------- | ----- |
| Copa América Centenario | Estados Unidos | Fase de grupos   | 3        | 0     |
| Copa América 2019       | Brasil         | Cuartos de final | 3        | 0     |
| Copa América 2021       | Brasil         | Cuartos de final | 4        | 1     |
| Copa América 2024       | Estados Unidos | Fase de grupos   | 0        | 0     |

#### Goles en la selección
| Goles con la selección de Paraguay | Goles con la selección de Paraguay | Goles con la selección de Paraguay | Goles con la selección de Paraguay | Goles con la selección de Paraguay | Goles con la selección de Paraguay | Goles con la selección de Paraguay | Goles con la selección de Paraguay | Goles con la selección de Paraguay |
| Resultados                         | Resultados                         | Resultados                         | Resultados                         | Lugar                              | Estadio                            | Fecha                              | Tipo                               | Goles                              |
| ---------------------------------- | ---------------------------------- | ---------------------------------- | ---------------------------------- | ---------------------------------- | ---------------------------------- | ---------------------------------- | ---------------------------------- | ---------------------------------- |
| Paraguay                           | 4                                  | 0                                  | Bolivia                            | Asunción                           | Defensores del Chaco               | 6 de septiembre de 2013            | Eliminatorias Sudamericanas 2014   | 1 gol                              |
| Paraguay                           | 1                                  | 2                                  | Costa Rica                         | San José                           | Estadio Nacional                   | 5 de marzo de 2014                 | Amistoso                           | 1 gol                              |
| Paraguay                           | 2                                  | 0                                  | Guatemala                          | Asunción                           | Defensores del Chaco               | 9 de junio de 2019                 | Amistoso                           | 1 gol                              |
| Paraguay                           | 3                                  | 3                                  | Perú                               | Goiânia                            | Estadio Olímpico                   | 2 de julio de 2021                 | Copa América 2021                  | 1 gol                              |

Para un total de cuatro goles.

## Estadísticas

### Clubes
Actualizado hasta su último partido disputado el 28 de junio de 2025.
| Club                     | Div.          | Temporada     | Liga  | Liga  | Liga   | Estatal | Estatal | Estatal | Copas | Copas | Copas  | Internacional | Internacional | Internacional | Total | Total | Total  |
| Club                     | Div.          | Temporada     | Part. | Goles | Asist. | Part.   | Goles   | Asist.  | Part. | Goles | Asist. | Part.         | Goles         | Asist.        | Part. | Goles | Asist. |
| ------------------------ | ------------- | ------------- | ----- | ----- | ------ | ------- | ------- | ------- | ----- | ----- | ------ | ------------- | ------------- | ------------- | ----- | ----- | ------ |
| Club Libertad Paraguay   | 1.ª           | 2011          | 2     | 0     | 0      | —       | —       | —       | —     | —     | —      | —             | —             | —             | 2     | 0     | 0      |
| Club Libertad Paraguay   | 1.ª           | 2012          | 2     | 0     | 0      | —       | —       | —       | —     | —     | —      | —             | —             | —             | 2     | 0     | 0      |
| Club Libertad Paraguay   | 1.ª           | 2013          | 23    | 1     | 0      | —       | —       | —       | —     | —     | —      | 10            | 2             | 0             | 33    | 3     | 0      |
| Club Libertad Paraguay   | 1.ª           | 2014          | 20    | 4     | 0      | —       | —       | —       | —     | —     | —      | —             | —             | —             | 20    | 4     | 0      |
| Club Libertad Paraguay   | Total club    | Total club    | 47    | 5     | 0      | 0       | 0       | 0       | 0     | 0     | 0      | 10            | 2             | 0             | 57    | 7     | 0      |
| C. A. Lanús Argentina    | 1.ª           | 2014          | 15    | 0     | 1      | —       | —       | —       | 1     | 0     | 0      | 4             | 0             | 0             | 20    | 0     | 1      |
| C. A. Lanús Argentina    | 1.ª           | 2015          | 27    | 0     | 0      | —       | —       | —       | 5     | 3     | 0      | 5             | 1             | 0             | 37    | 4     | 0      |
| C. A. Lanús Argentina    | 1.ª           | 2016          | 16    | 0     | 2      | —       | —       | —       | 1     | 0     | 0      | —             | —             | —             | 17    | 0     | 2      |
| C. A. Lanús Argentina    | Total club    | Total club    | 58    | 0     | 3      | 0       | 0       | 0       | 7     | 3     | 0      | 9             | 1             | 0             | 74    | 4     | 3      |
| A. C. Milan · Italia     | 1.ª           | 2016-17       | 18    | 0     | 0      | —       | —       | —       | 1     | 0     | 0      | —             | —             | —             | 19    | 0     | 0      |
| A. C. Milan · Italia     | 1.ª           | 2017-18       | —     | —     | —      | —       | —       | —       | —     | —     | —      | 1             | 0             | 0             | 1     | 0     | 0      |
| A. C. Milan · Italia     | Total club    | Total club    | 18    | 0     | 0      | 0       | 0       | 0       | 1     | 0     | 0      | 1             | 0             | 0             | 20    | 0     | 0      |
| S. E. Palmeiras · Brasil | 1.ª           | 2018          | 14    | 2     | 0      | —       | —       | —       | —     | —     | —      | 3             | 1             | 0             | 17    | 3     | 0      |
| S. E. Palmeiras · Brasil | 1.ª           | 2019          | 22    | 3     | 0      | 8       | 1       | 0       | 2     | 0     | 0      | 10            | 1             | 0             | 42    | 5     | 0      |
| S. E. Palmeiras · Brasil | 1.ª           | 2020          | 21    | 1     | 1      | 13      | 1       | 0       | 7     | 2     | 0      | 13            | 2             | 0             | 54    | 6     | 1      |
| S. E. Palmeiras · Brasil | 1.ª           | 2021          | 20    | 1     | 0      | 5       | 1       | 0       | 1     | 0     | 0      | 16            | 1             | 0             | 42    | 3     | 0      |
| S. E. Palmeiras · Brasil | 1.ª           | 2022          | 30    | 9     | 0      | 11      | 0       | 1       | 4     | 0     | 0      | 15            | 2             | 0             | 60    | 11    | 1      |
| S. E. Palmeiras · Brasil | 1.ª           | 2023          | 32    | 2     | 3      | 14      | 0       | 1       | 6     | 1     | 1      | 11            | 3             | 1             | 63    | 6     | 6      |
| S. E. Palmeiras · Brasil | 1.ª           | 2024          | 27    | 1     | 2      | 7       | 0       | 0       | 4     | 0     | 0      | 8             | 2             | 0             | 46    | 3     | 2      |
| S. E. Palmeiras · Brasil | 1.ª           | 2025          | 8     | 0     | 0      | 7       | 1       | 1       | 2     | 1     | 0      | 8             | 0             | 0             | 25    | 2     | 1      |
| S. E. Palmeiras · Brasil | Total club    | Total club    | 174   | 19    | 6      | 65      | 4       | 3       | 26    | 4     | 1      | 84            | 12            | 1             | 349   | 39    | 11     |
| Total carrera            | Total carrera | Total carrera | 297   | 24    | 9      | 65      | 4       | 3       | 33    | 7     | 1      | 104           | 15            | 1             | 499   | 50    | 14     |
| 1. 2. 3.                 |               |               |       |       |        |         |         |         |       |       |        |               |               |               |       |       |        |

### Selección nacional
Actualizado de acuerdo al último partido jugado el 10 de junio de 2025.
| Selección         | Año             | Amistosos | Amistosos | Amistosos | Eliminatorias | Eliminatorias | Eliminatorias | Continental | Continental | Continental | Mundial | Mundial | Mundial | Total | Total | Total  |
| Selección         | Año             | Part.     | Goles     | Asist.    | Part.         | Goles         | Asist.        | Part.       | Goles       | Asist.      | Part.   | Goles   | Asist.  | Part. | Goles | Asist. |
| ----------------- | --------------- | --------- | --------- | --------- | ------------- | ------------- | ------------- | ----------- | ----------- | ----------- | ------- | ------- | ------- | ----- | ----- | ------ |
| Sub-20 Paraguay   | 2013            | 2         | 0         | 0         | —             | —             | —             | 1           | 0           | 0           | 3       | 0       | 0       | 6     | 0     | 0      |
| Sub-20 Paraguay   | Total           | 2         | 0         | 0         | 0             | 0             | 0             | 1           | 0           | 0           | 3       | 0       | 0       | 6     | 0     | 0      |
| Absoluta Paraguay | 2013            | —         | —         | —         | 3             | 1             | 0             | —           | —           | —           | —       | —       | —       | 3     | 1     | 0      |
| Absoluta Paraguay | 2014            | 7         | 1         | 0         | —             | —             | —             | —           | —           | —           | —       | —       | —       | 7     | 1     | 0      |
| Absoluta Paraguay | 2015            | 1         | 0         | 0         | —             | —             | —             | —           | —           | —           | —       | —       | —       | 1     | 0     | 0      |
| Absoluta Paraguay | 2016            | —         | —         | —         | 7             | 0             | 0             | 3           | 0           | 0           | —       | —       | —       | 10    | 0     | 0      |
| Absoluta Paraguay | 2017            | 2         | 0         | 0         | 4             | 0             | 0             | —           | —           | —           | —       | —       | —       | 6     | 0     | 0      |
| Absoluta Paraguay | 2018            | 2         | 0         | 0         | —             | —             | —             | —           | —           | —           | —       | —       | —       | 2     | 0     | 0      |
| Absoluta Paraguay | 2019            | 9         | 1         | 0         | —             | —             | —             | 3           | 0           | 0           | —       | —       | —       | 12    | 1     | 0      |
| Absoluta Paraguay | 2020            | —         | —         | —         | 4             | 0             | 1             | —           | —           | —           | —       | —       | —       | 4     | 0     | 1      |
| Absoluta Paraguay | 2021            | —         | —         | —         | 8             | 0             | 0             | 4           | 1           | 0           | —       | —       | —       | 12    | 1     | 0      |
| Absoluta Paraguay | 2022            | 5         | 0         | 0         | 2             | 0             | 0             | —           | —           | —           | —       | —       | —       | 7     | 0     | 0      |
| Absoluta Paraguay | 2023            | 2         | 0         | 0         | 6             | 0             | 0             | —           | —           | —           | —       | —       | —       | 8     | 0     | 0      |
| Absoluta Paraguay | 2024            | 2         | 0         | 0         | 5             | 0             | 0             | —           | —           | —           | —       | —       | —       | 7     | 0     | 0      |
| Absoluta Paraguay | 2025            | —         | —         | —         | 2             | 0             | 0             | —           | —           | —           | —       | —       | —       | 2     | 0     | 0      |
| Absoluta Paraguay | Total           | 30        | 2         | 0         | 41            | 1             | 1             | 10          | 1           | 0           | 0       | 0       | 0       | 81    | 4     | 1      |
| Total selección   | Total selección | 32        | 2         | 0         | 41            | 1             | 1             | 11          | 1           | 0           | 3       | 0       | 0       | 87    | 4     | 1      |
| 1. 2. 3.          |                 |           |           |           |               |               |               |             |             |             |         |         |         |       |       |        |

### Participaciones en Mundial de Clubes de la FIFA
| Torneo                                 | Club      | Sede  | Resultado  | Partidos | Goles |
| -------------------------------------- | --------- | ----- | ---------- | -------- | ----- |
| Copa Mundial de Clubes de la FIFA 2020 | Palmeiras | Catar | 4.° Puesto | 2        | 0     |
| Copa Mundial de Clubes de la FIFA 2021 | Palmeiras | EAU   | Subcampeón | 2        | 0     |

## Palmarés

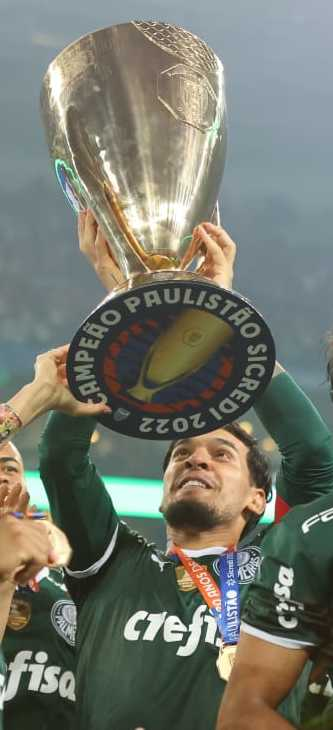
Gómez, con el trofeo del Campeonato Paulista 2022.

### Títulos regionales
| Título              | Club            | Sede      | Año  |
| ------------------- | --------------- | --------- | ---- |
| Campeonato Paulista | S. E. Palmeiras | São Paulo | 2020 |
| Campeonato Paulista | S. E. Palmeiras | São Paulo | 2022 |
| Campeonato Paulista | S. E. Palmeiras | São Paulo | 2023 |
| Campeonato Paulista | S. E. Palmeiras | São Paulo | 2024 |

### Títulos nacionales
| Título               | Club            | País      | Año    |
| -------------------- | --------------- | --------- | ------ |
| Primera División     | Club Libertad   | Paraguay  | C-2012 |
| Primera División     | Club Libertad   | Paraguay  | A-2014 |
| Primera División     | C. A. Lanús     | Argentina | 2016   |
| Supercopa de Italia  | A. C. Milan     | Italia    | 2016   |
| Campeonato Brasileño | S. E. Palmeiras | Brasil    | 2018   |
| Copa de Brasil       | S. E. Palmeiras | Brasil    | 2020   |
| Campeonato Brasileño | S. E. Palmeiras | Brasil    | 2022   |
| Supercopa de Brasil  | S. E. Palmeiras | Brasil    | 2023   |
| Campeonato Brasileño | S. E. Palmeiras | Brasil    | 2023   |

### Títulos internacionales
| Título                       | Club            | Sede               | Año  |
| ---------------------------- | --------------- | ------------------ | ---- |
| Copa Libertadores de América | S. E. Palmeiras | Río de Janeiro     | 2020 |
| Copa Libertadores de América | S. E. Palmeiras | Montevideo         | 2021 |
| Recopa Sudamericana          | S. E. Palmeiras | Curitiba/São Paulo | 2022 |

## Distinciones individuales

### Distinciones
| Distinción                                                             | Año(s)                 |
| ---------------------------------------------------------------------- | ---------------------- |
| Equipo ideal del Campeonato Sudamericano Sub-20                        | 2013                   |
| Equipo ideal de la Primera División de Paraguay                        | 2013                   |
| Equipo Ideal de la Copa Argentina                                      | 2014-15                |
| Equipo ideal de la Primera División de Argentina                       | 2016                   |
| Bola de Prata                                                          | 2019, 2020, 2022, 2024 |
| Equipo Ideal de la Copa Libertadores                                   | 2020, 2021             |
| Premio Craque do Brasileirão                                           | 2020, 2021             |
| Troféu Mesa Redonda                                                    | 2020                   |
| Mejor jugador del primer partido de la final de la Copa de Brasil 2020 | 2020                   |
| Once ideal de la final de la Copa de Brasil 2020                       | 2020                   |
| Equipo Ideal de América                                                | 2020, 2021, 2022, 2023 |
| Futbolista del Año en Sudamérica (3.º)                                 | 2020, 2021             |
| Futbolista Paraguayo del Año                                           | 2021                   |
| Equipo del año de la Conmebol (IFFHS)                                  | 2021                   |
| Equipo ideal del Campeonato Paulista                                   | 2022                   |
| Defensor con más goles en la historia de Palmeiras                     | 2024                   |

### Condecoraciones
| Condecoración                                                        | Año  |
| -------------------------------------------------------------------- | ---- |
| Embajador Deportivo e Hijo Dilecto de la ciudad de San Juan Bautista | 2021 |
| Premio Arsenio Erico                                                 | 2024 |